# Kishimoto Mamoru
Mamoru Kishimoto (sinh ngày 8 tháng 8 năm 1964) là một cầu thủ bóng đá người Nhật Bản.

## Sự nghiệp câu lạc bộ
Mamoru Kishimoto đã từng chơi cho Júbilo Iwata.